# Kärjenjärvi
Kärjenjärvi är en sjö i kommunen Hankasalmi i landskapet Mellersta Finland i Finland. Sjön ligger 112,4 meter över havet. Arean är 90 hektar och strandlinjen är 6,26 kilometer lång. Sjön  ingår i Kymmene älvs huvudavrinningsområde.   Den ligger omkring 34 kilometer öster om Jyväskylä och omkring 240 kilometer norr om Helsingfors. 